# Vrbatův Kostelec
Vrbatův Kostelec là một làng thuộc huyện Chrudim, vùng Pardubický, Cộng hòa Séc.